# سر ريغ اول (أيسين)
سر ریغ أول (بالفارسية: سرریگ اول) هي قرية تقع في إيران في قسم أيسين الريفي. يقدر عدد سكانها بـ 1190 نسمة بحسب إحصاء 2016.